# زولتان ديفيد
زولتان ديفيد (بالمجرية: Dávid Zoltán)‏ هو مصمم مجري، ولد في 17 أغسطس 1955 في زومباثلي في المجر.